# Monforte
Monforte là một huyện thuộc tỉnh Portalegre, Bồ Đào Nha. Huyện này có diện tích 420 km², dân số thời điểm năm 2001 là 3393 người.